# Fekete szem éjszakája
A Fekete szem éjszakája (franciául: La Belle et le Tzigane) egy francia–magyar film, melyet Jean Dréville és Keleti Márton rendezett, s melyet 1958-ban mutattak be.

## Cselekmény
Georgina Párizsba utazik, hogy láthassa a húgát, Gladyst, és hogy elválaszthassa őt Rigó Jancsitól, a cigány karnagytól. Mikor találkozik Rigóval személyesen, első látásra szerelmes lesz belé ő is. Louis herceg, Georgina férje nem fogadja el a kialakult helyzetet.

## Szereposztás
| Szerep                    | Színész           | Magyar hangja (1. szinkron) |
| ------------------------- | ----------------- | --------------------------- |
| Georgina Welles           | Nicole Courcel    | Bánki Zsuzsa                |
| Rigó Jancsi               | Buss Gyula        |                             |
| Nagymama                  | Gobbi Hilda       |                             |
| Louis de Vintheuil herceg | Jacques Dacqmine  | Pálos György                |
| Gladys Welles             | Colette Deréal    | Soós Edit                   |
| Grand Robert              | Julien Carette    | Rajz János                  |
| Bertin                    | Márkus László     |                             |
| Rezeda                    | Szabó Ernő        |                             |
| Károly                    | Kautzky József    |                             |
| Laura                     | Krencsey Marianne |                             |
| Angelo                    | Kállai Ferenc     |                             |
| Alain                     | Földényi László   |                             |
| Benedek                   | Kozák László      |                             |
| Zenész                    | Gera Zoltán       |                             |

- További szereplők: Benedek Tibor, Csákányi László, Deák Sándor, Farkas Antal.

## Technikai részletek
- Cím: Fekete szem éjszakája / La Belle et le Tzigane
- Rendező : Jean Dréville, Keleti Márton
- Forgatókönyv : Szász Péter
- Filmvászonra alkalmazás: René Wheeler
- Párbeszédek : François Chalais
- Operatőr : Pásztor István
- Díszlet : Marlyos Verga
- Jelmez : Rosine Delamare
- Zene : Fényes Szabolcs
- Vágó : Charles Bretoneiche és Zákonyi Sándor
- Gyártotta: Hungarofilm (Budapest) és SEDIF Productions (Párizs)
- Forgalmazta : Cocinor
- Produkcuós vezető : Georges Charlot et Joseph Golda
- Országok :  Franciaország /  Magyarország
- Műfaj: Dráma
- Hossza: 98 perc

## További információ
- Fekete szem éjszakája a PORT.hu-n (magyarul)
- Fekete szem éjszakája az Internetes Szinkronadatbázisban (magyarul)
- Fekete szem éjszakája az Internet Movie Database-ben (angolul)
- Fekete szem éjszakája a Box Office Mojón (angolul)